# Valdinei Rocha de Oliveira
Valdinei Rocha de Oliveira (født 27. oktober 1971) er en tidligere brasiliansk fodboldspiller.
Han har spillet for flere forskellige klubber i sin karriere, herunder Consadole Sapporo.